# New Riders of the Purple Sage

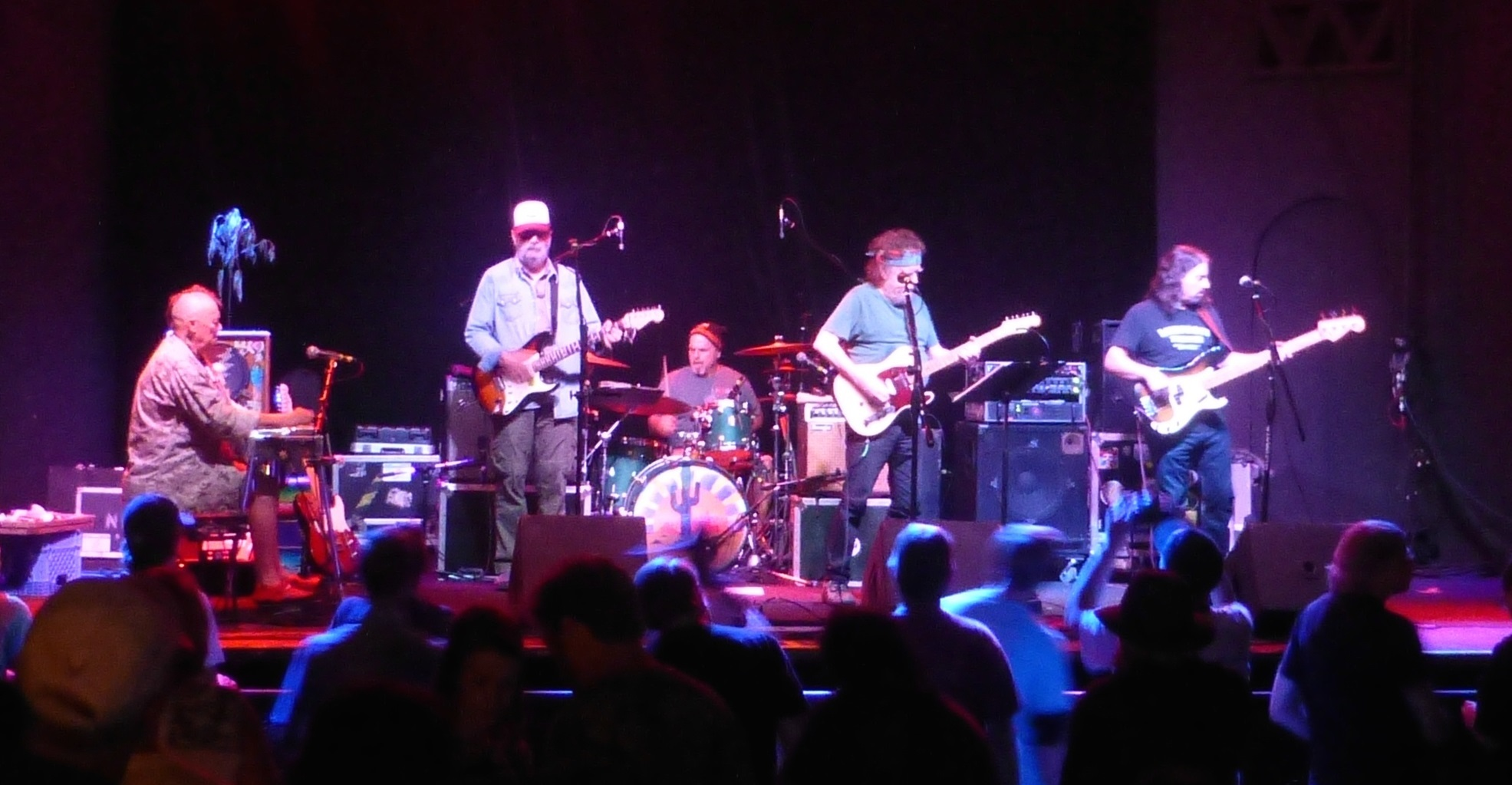
New Riders of the Purple Sage (2015)

Die New Riders of the Purple Sage (benannt nach einem Western von Zane Grey) sind eine US-amerikanische Country-Rock-Band.

## Werdegang
Die Band entstand 1969 in Marin County (Kalifornien). Jerry García, Mickey Hart und Phil Lesh kamen von den Grateful Dead, bald darauf schlossen sich ihnen John „Marmaduke“ Dawson und David Nelson an.
Die NRPS spielten anfangs als Vorgruppe der Grateful Dead und bekamen 1970 einen Plattenvertrag. Hart und Lesh verließen die Band, dafür kamen Dave Torbert sowie Spencer Dryden von Jefferson Airplane. 1971 kam das Debüt The New Riders of the Purple Sage auf den Markt, auf dem eine Mischung aus West Coast und Country zu hören ist. Nach dem Erscheinen des Albums verließ auch Garcia die Band, als Ersatz kam Buddy Cage.
Es folgten die Alben Powerglide (1972) und Gypsy Cowboy (1973) sowie die Single I Don't Need No Doctor. Die 1973er Produktion The Adventures of Panama Red, auf der Buffy Sainte-Marie und die Memphis Horns als Gäste mitwirkten, erreichte sogar Goldstatus.
Nach dem Live-Album Home, Home on the Road (1974) wechselte Torbert zu Kingfish. Stattdessen stieß Skip Battin (Ex-Byrds) zu den NRPS, der das erste Mal auf dem Country-Album Brujo aus dem Jahre 1975 zu hören war. Auf Oh What a Mighty Time (1975), bei dem auch Sly Stone mitwirkte, vereinten die NRPS Country, Gospel und Rockmusik. Die 1976er LP New Riders bestand zu einem Großteil aus Coverversionen.
Noch vor Who Are Those Guys (1977) stieg Battin aus und wurde durch Stephen Love ersetzt. Das von Bob Johnston produzierte Album bekam eher schlechte Kritiken, was sich bei den nachfolgenden Alben Marin County Line (1978) und Feelin' Alright (1980) fortsetzte. Auf Feelin' Alright gehörten Love und Dryden schon nicht mehr der Band an, dafür waren Allen Kemp und Patrick Shanahan gekommen.
Nach dem Misserfolg von Feelin’ Alright stiegen 1982 auch David Nelson und der kurzzeitig zurückgekehrte Buddy Cage aus. John Dawson, der als letztes Original-Mitglied zurückblieb, fand im Multi-Instrumentalisten Rusty Gauthier einen verlässlichen Partner, der den New Riders bis zum Schluss erhalten blieb. Die neue Besetzung mit Dawson, Gauthier, Kemp, Val Fuentes und Bill Wolf prägte nun einen rockigeren Sound. Ein Livemitschnitt aus dieser Zeit, der der Band bei der erfolglosen Suche nach einer neuen Plattenfirma diente, wurde später auf CD veröffentlicht.
Neue Plattenaufnahmen der New Riders blieben vorerst aus, dennoch verteidigten die NRPS in den 1980er Jahren in kleineren Clubs ihren Ruf als Live-Attraktion. Nach weiteren personellen Veränderungen bildeten ab 1985 Dawson, Gauthier und Gary Vogensen den Kern der NRPS. Die Besetzung der Rhythmusgruppe an Bass und Schlagzeug blieb weiterhin wechselhaft. 1989 erschien endlich ein neues Studioalbum, das den programmatischen Titel Keep On Keepin’ On trug. Der unspektakuläre Countryrock konnte jedoch abermals nicht überzeugen.
Erst 1992 liefen die New Riders noch einmal zu Bestform auf. Auf der CD Midnight Moonlight präsentierten sie neben neuem Material eigene alte Stücke wie Louisiana Lady oder Glendale Train im akustischen Folk-Country-Gewand, teilweise mit Cajun-Flair. Das Album, auf dem David Nelson einen Gastauftritt hat, lebt vor allem von Rusty Gauthiers instrumentaler Vielseitigkeit. Zwei Jahre später veröffentlichten die inzwischen zum Trio geschrumpften New Riders ein Live-Album mit Highlights einer Japan-Tournee vom August 1993. Im Mai 1997 schließlich beendete Dawson das Kapitel New Riders und zog nach Mexiko, wo er nun als Englischlehrer arbeitete.
Auch nach der Auflösung der NRPS kehrte Dawson gelegentlich für Reunion-Konzerte auf die Bühne zurück und auch Rusty Gauthier sah man zwischenzeitlich unter dem Bandnamen auftreten. 2001 schaffte es Band-Archivar Rob Bleetstein, Dawson, Nelson und Cage zusammen mit Bill Laymon und Brent Ramponi für einen gemeinsamen Reunion-Auftritt auf die Bühne zu holen. Im September 2002 erhielten die New Riders bei den Doobie Awards in New York den Preis für ihr Lebenswerk.
Seit 2003 veröffentlichen die New Riders in der Live Archive CD Series in loser Folge alte Konzertmitschnitte auf CD.
Kurz bevor die Band wieder aktiv wurde, starb der ehemalige Drummer Spencer Dryden am 10. Januar 2005 in Penngrove, Kalifornien. Ab Oktober 2005 kehrten die wiedervereinigten New Riders of the Purple Sage in der Besetzung David Nelson, Buddy Cage, Michael Falzarano (von Hot Tuna; Gitarre, Gesang), Johnny Markowski (Schlagzeug, Gesang) und Ronnie Penque (Bass, Gesang) auf die Bühne zurück. John Dawson nahm aus gesundheitlichen Gründen nicht teil, gab jedoch sein Okay. Seine Gesangsparts übernahm Michael Falzarano. Mit Where I Come From entstand 2009 sogar ein neues Studio-Album, dem mit 17 Pine Avenue 2012 ein weiteres folgte. Besonders der Tod des Gründungsmitglieds John „Marmaduke“ Dawson am 21. Juli 2009 hat die aktuellen Bandmitglieder mit großer Trauer erfüllt. So war auf der Homepage zu lesen: „Seine Songs haben uns in vieler Hinsicht inspiriert. Seine Energie, Leidenschaft und Engagement für die New Riders brachte uns allen so viel Freude.“

## Diskografie

### Alben
| Jahr | Titel                         | Höchstplatzierung, Gesamtwochen, AuszeichnungChartsChartplatzierungen (Jahr, Titel, Platzierungen, Wochen, Auszeichnungen, Anmerkungen) | Anmerkungen |
| Jahr | Titel                         | US | Anmerkungen |
| ---- | ----------------------------- | --- | ----------- |
| 1971 | New Riders Of The Purple Sage | US39 (15 Wo.)US | Columbia    |
| 1972 | Powerglide                    | US33 (18 Wo.)US | Columbia    |
| 1972 | Gypsy Cowboy                  | US85 (13 Wo.)US | Columbia    |
| 1973 | The Adventures of Panama Red  | US55 Gold · (18 Wo.)US | Columbia    |
| 1974 | Home, Home on the Road        | US68 (12 Wo.)US | Columbia    |
| 1974 | Brujo                         | US68 (9 Wo.)US | Columbia    |
| 1975 | Oh, What a Mighty Time        | US144 (4 Wo.)US | Columbia    |
| 1976 | New Riders                    | US145 (8 Wo.)US | MCA         |

Weitere Alben
- Who Are Those Guys? (1977; MCA)
- Marin County Line (1977; MCA)
- Feelin’ Alright (1981; A&M)
- Vintage NRPS (1986; Relix), enthält zuvor unveröffentlichte Live-Aufnahmen aus dem Jahre 1971
- Before Time Began (1986; Relix), enthält zuvor unveröffentlichte Demos und Outtakes aus den Jahren 1968 und 1969
- Keep On Keepin’ On (1989; MU)
- Midnight Moonlight (1992; Relix)
- Live on Stage (1993; Relix), enthält zuvor unveröffentlichte Live-Aufnahmen aus dem Jahre 1975
- Live in Japan (1994; Relix), Live-Album, aufgenommen 1993
- Live (1995; Avenue/Rhino), enthält zuvor unveröffentlichte Live-Aufnahmen aus dem Jahre 1982
- Worcester, MA 4/4/73 (2003; Kufala), zuvor unveröffentlichter Konzertmitschnitt aus dem Jahre 1973
- Boston Music Hall: December 5, 1972 (2003; Kufala), zuvor unveröffentlichter Konzertmitschnitt aus dem Jahre 1972
- Veneta, Oregon: August 27, 1972 (2004; Kufala), zuvor unveröffentlichter Konzertmitschnitt aus dem Jahre 1972
- Friday June 13, 1975: Armadillo World Headquarters (2005, Kufala), zuvor unveröffentlichter Konzertmitschnitt aus dem Jahre 1975
- S.U.N.Y., Stonybrook, NY, 3/17/73 (2007; Kufala), kompletter Konzertmitschnitt vom 17. März 1973 in der State University of New York, Stony Brook
- Wanted: Live at Turkey Trot (2007; Fa-Ka-Wee), Live-Album, aufgenommen 2006, auch als DVD veröffentlicht
- Live New Years Eve 2006 (2007; ArSeaEm)
- Where I Come From (2009; Woodstock)
- Winterland, San Francisco, CA, 12/31/77 (2009; Kufala; Live-Album)
- 17 Pine Avenue (2012; Woodstock)
- Glendale Train (2013; Smokin’), Live-Aufnahmen vom Konzert am 30. Oktober 1971 im Taft Auditorium in Cincinnati, Ohio (auf dem Label „Let Them Eat“ auch als LP erschienen)
- Live At Highland Brewing Company On 2012-10-25 (kompletter Konzertmitschnitt)

### Singles (Auswahl)
| Jahr | Titel Album                       | Höchstplatzierung, Gesamtwochen, AuszeichnungChartsChartplatzierungen (Jahr, Titel, Album, Platzierungen, Wochen, Auszeichnungen, Anmerkungen) | Anmerkungen |
| Jahr | Titel Album                       | US | Anmerkungen |
| ---- | --------------------------------- | --- | ----------- |
| 1972 | I Don’t Need No Doctor Powerglide | US81 (5 Wo.)US |             |